# Dives (geslacht)
Dives is een geslacht van zangvogels uit de familie troepialen (Icteridae).

## Soorten
Het geslacht kent de volgende soorten:
- Dives dives – Rouwtroepiaal
- Dives warczewiczi – Struiktroepiaal